# Liste Münchner Orchester

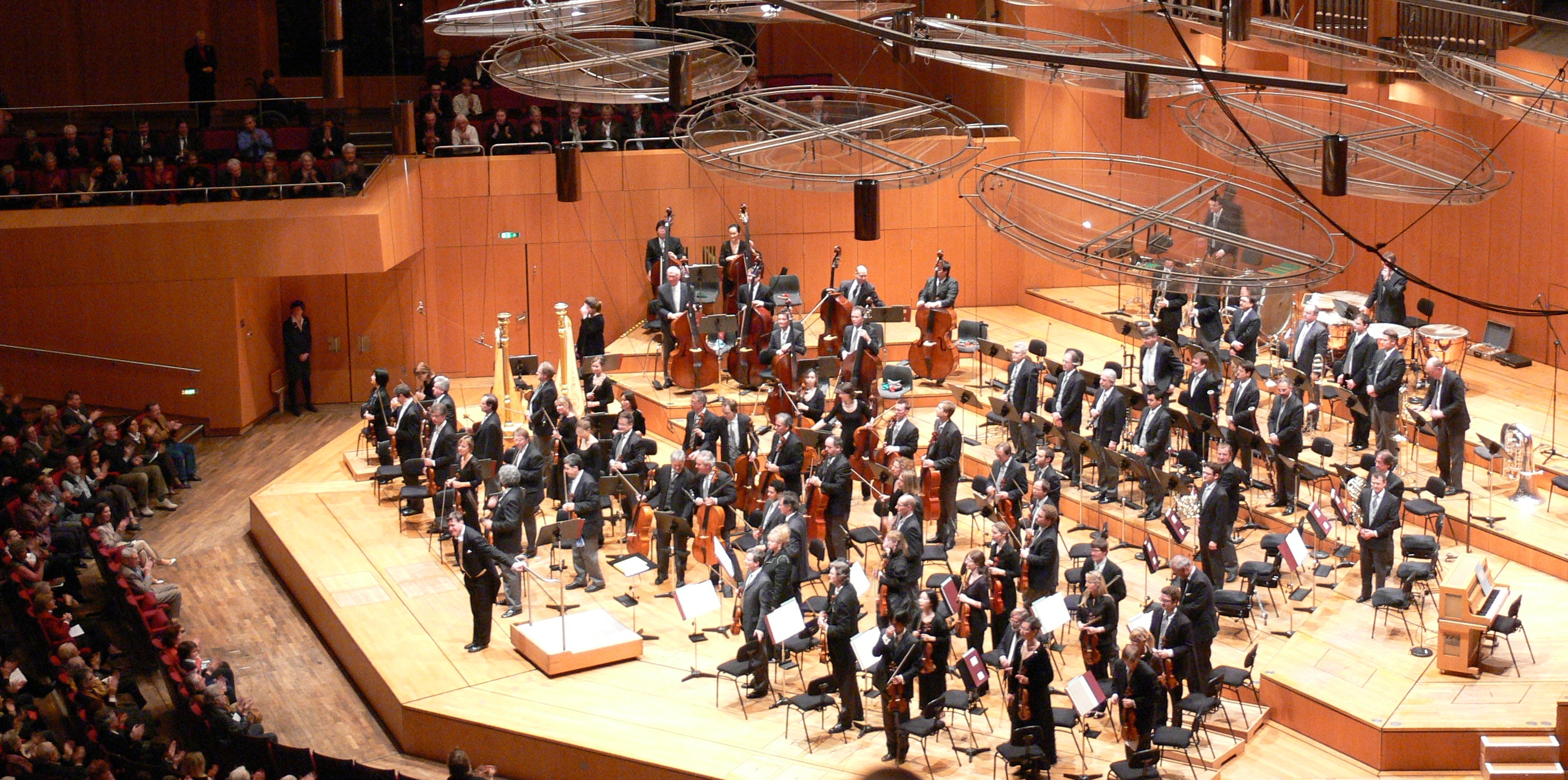
Münchner Philharmoniker nach einem Konzert in der Philharmonie (Gasteig)

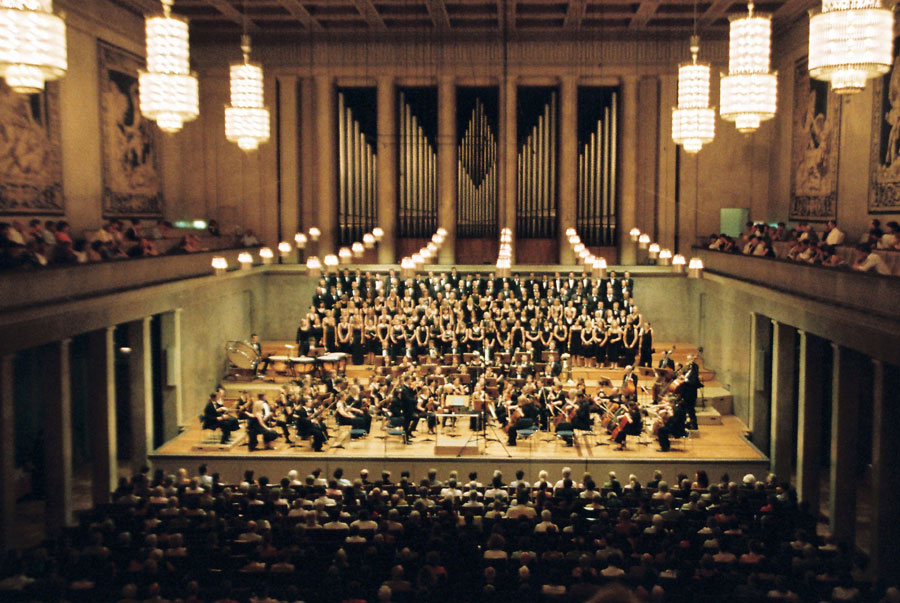
Herkulessaal in der Münchner Residenz

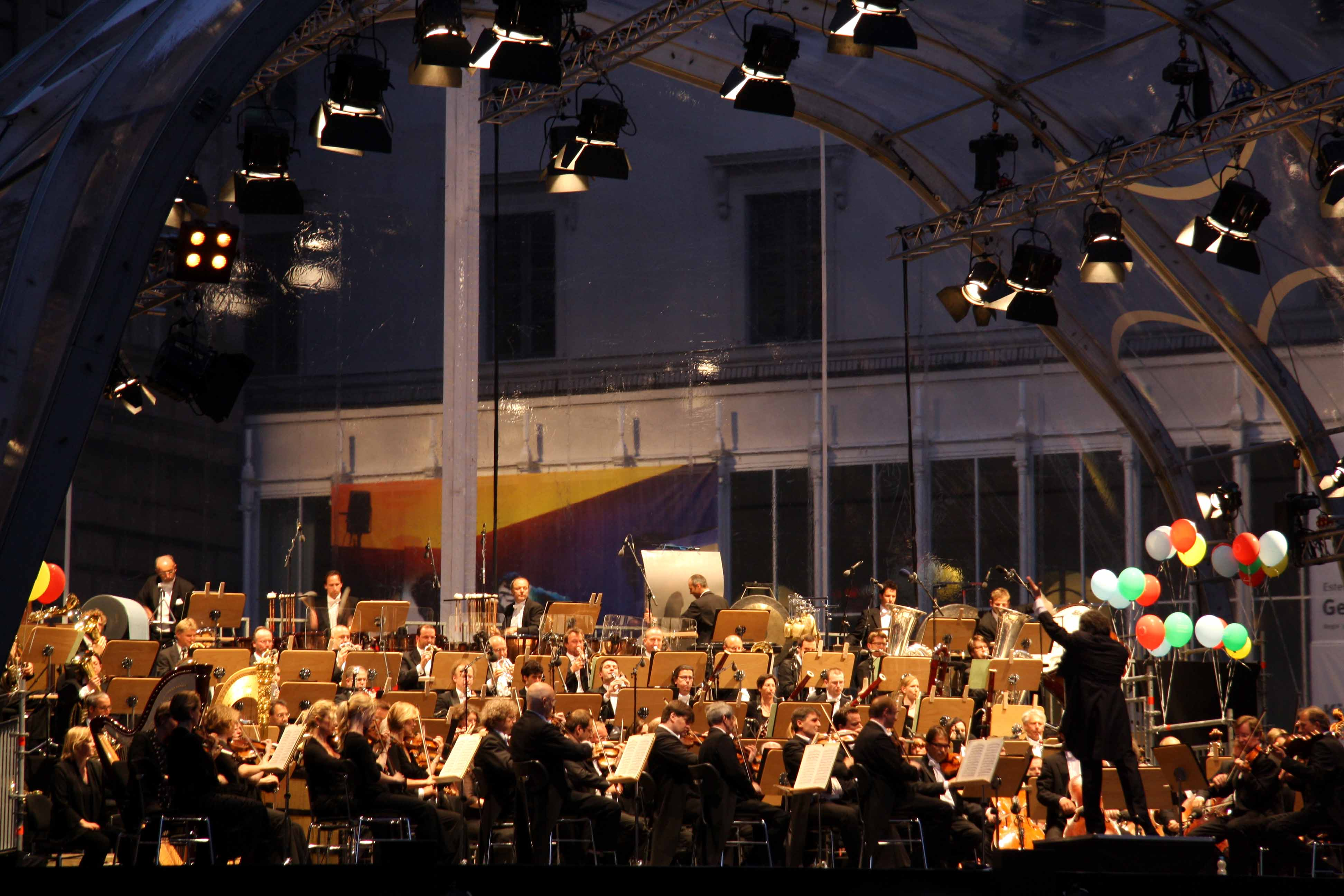
Kent Nagano dirigiert das Bayerische Staatsorchester bei einem Konzert im Rahmen der Aktion "Oper für alle" (2010)

Die bedeutendsten Orchester in München sind die Münchner Philharmoniker, das Symphonieorchester des Bayerischen Rundfunks und das Bayerische Staatsorchester, die mit international bedeutenden Dirigenten zusammenarbeiten.
Liste der Orchester in München
- Abaco-Orchester (Sinfonieorchester der Universität)
- Abonnentenorchester der Münchner Philharmoniker
- Accento Orchester München
- Akademischer Gesangverein (Junges Orchester)
- Akademischer Gesangverein (Großes Orchester)
- Akademischer Gesangverein (Sinfonisches Blasorchester)
- Akademischer Orchesterverband München
- Akademisches Sinfonieorchester München
- Bach Collegium München
- Bayerische Kammerphilharmonie
- Bayerisches Ärzteorchester
- Bayerisches Staatsorchester
- Blutenburg Kammerphilharmonie München
- BMW-Kammerorchester
- Brass Band München
- Bruckner Akademie Orchester
- Bürger-Sänger-Zunft München
- Camerata Sinfonica München
- Das Münchner Studentenorchester - StOrch e. V.
- English-Speaking Music Ensembles e.V.
- FilmFoniker e.V
- Isar Philharmonie München
- Jewish Chamber Orchestra Munich
- Jugend Symphonie Orchester München
- Junge Münchner Philharmonie
- Junge Münchner Symphoniker
- Junges Orchester München
- Kammerorchester L'Estro
- Mediziner Orchester & Chor
- Munich international Orchestra (MiO)
- Münchener Bach-Orchester
- Münchener Kammerorchester
- MünchenKlang
- Münchner Ärzteorchester
- Münchner Behördenorchester
- Münchner Herbstakademie
- Münchner Jugendorchester
- Münchner Philharmoniker
- Münchner Rundfunkorchester
- Münchner Symphoniker
- Neue Philharmonie München
- Symphonieorchester und Chor der Hochschule München
- Odeon-Jugendsinfonieorchester München
- Orchester des Staatstheaters am Gärtnerplatz
- Orchester Jakobsplatz München
- Patentorchester München
- Siemens-Orchester München e. V.
- Sinfonietta München (Universitätsorchester)
- StOrch Studentenorchester München
- Symphonie-Orchester Crescendo München (ehemals Jugend Symphonie Orchester)
- Symphonieorchester des Bayerischen Rundfunks
- Symphonieorchester Wilde Gungl München
- Symphonisches Ensemble München
- Symphonisches Orchester München-Andechs (SOMA)
- die taschenphilharmonie
- Toneo München
- Philludiker München